# 村崎野駅
村崎野駅（むらさきのえき）は、岩手県北上市村崎野にある、東日本旅客鉄道（JR東日本）東北本線の駅である。

## 歴史
- 1919年（大正8年）4月5日：村崎野信号場として開業[2][6]。
- 1950年（昭和25年）11月1日：駅に昇格し、村崎野駅となる[3][6]。
- 1986年（昭和61年）11月1日：貨物の取り扱いを廃止[6]。村崎野駅長が廃止され、北上駅長管理下となる（駅員配置は継続）[注 1]。
- 1987年（昭和62年）4月1日：国鉄分割民営化により、JR東日本の駅となる[6]。
- 2013年（平成25年）4月1日：業務委託化。
- 2014年（平成26年）10月1日：出札窓口を廃止[新聞 1]。
- 2023年（令和5年）5月27日：ICカード「Suica」の利用が可能となる[報道 1][報道 2]。
- 2024年（令和6年）
  - 3月16日：終日無人化[4][5]。
  - 10月1日：えきねっとQチケのサービスを開始[1][報道 3]。

## 駅構造
相対式ホーム2面2線を持つ地上駅である。各ホーム間を跨線橋により連絡している。木造駅舎を有する。
無人駅である（北上駅管理）。無人化される前までは、JR東日本東北総合サービスが委託する業務委託駅で、自動券売機が設置されていた。簡易Suica改札機が設置されている。

### のりば
| 番線 | 路線      | 方向 | 行先             |
| ---- | --------- | ---- | ---------------- |
| 1    | ■東北本線 | 上り | 北上・一ノ関方面 |
| 2    | ■東北本線 | 下り | 花巻・盛岡方面   |

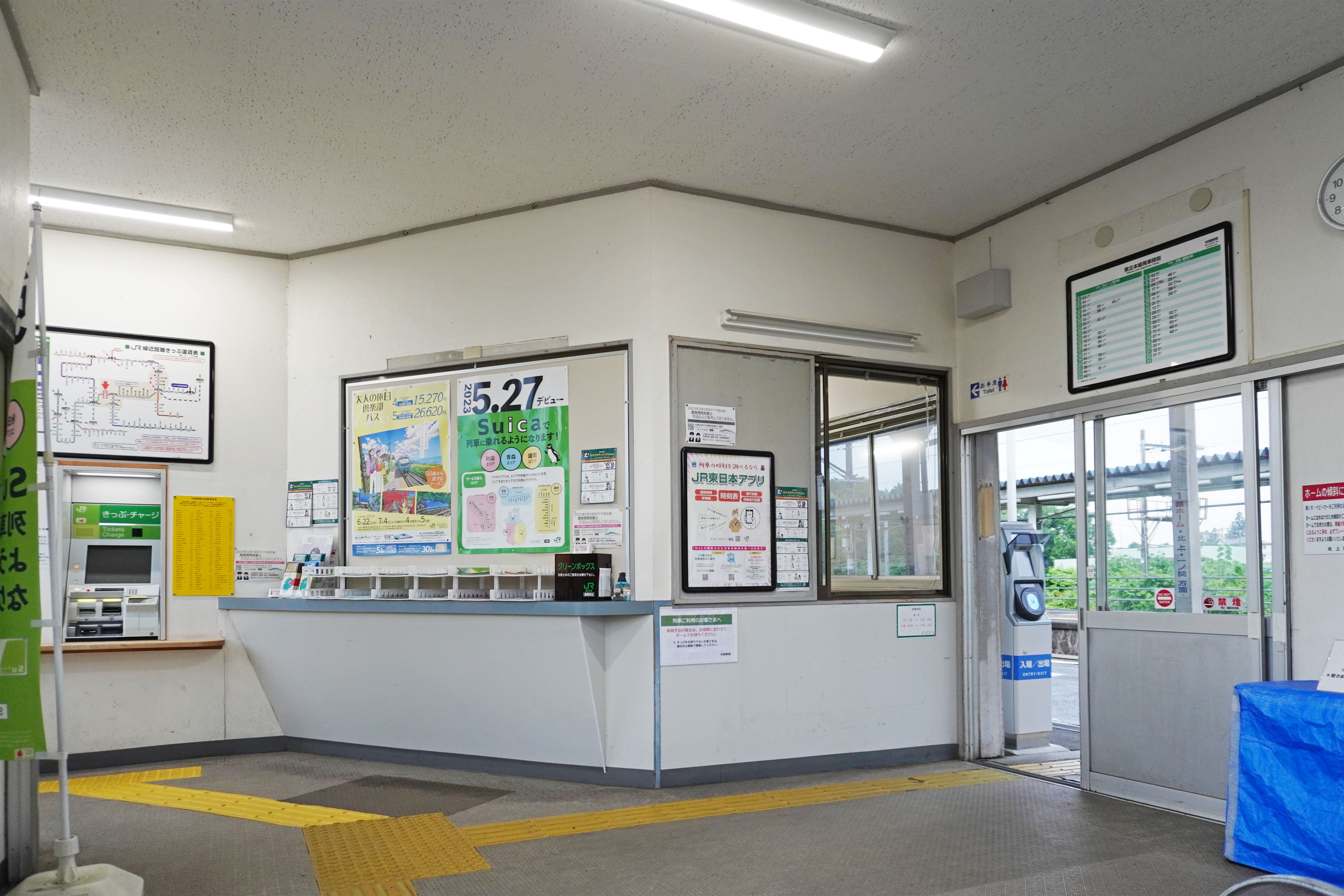
改札口と切符売り場（2023年6月）
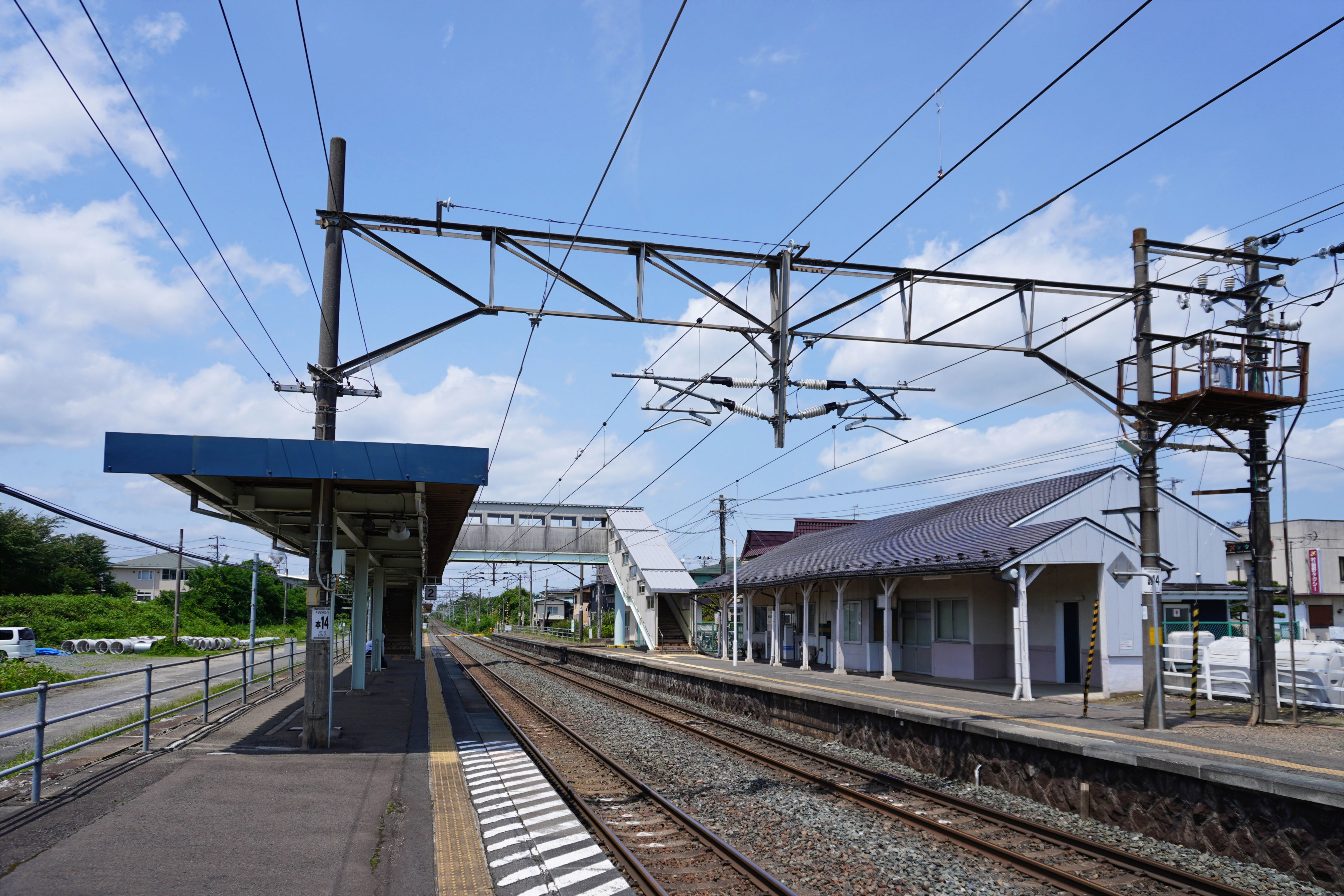
ホーム（2023年6月）

## 利用状況
JR東日本によると、2000年度（平成12年度）- 2022年度（令和4年度）の1日平均乗車人員の推移は以下のとおりであった。
| 1日平均乗車人員推移 | 1日平均乗車人員推移 | 1日平均乗車人員推移 | 1日平均乗車人員推移 | 1日平均乗車人員推移 |
| 年度                | 定期外              | 定期                | 合計                | 出典                |
| ------------------- | ------------------- | ------------------- | ------------------- | ------------------- |
| 2000年（平成12年）  |                     |                     | 849                 | [ 利用客数 1 ]      |
| 2001年（平成13年）  |                     |                     | 880                 | [ 利用客数 2 ]      |
| 2002年（平成14年）  |                     |                     | 900                 | [ 利用客数 3 ]      |
| 2003年（平成15年）  |                     |                     | 888                 | [ 利用客数 4 ]      |
| 2004年（平成16年）  |                     |                     | 923                 | [ 利用客数 5 ]      |
| 2005年（平成17年）  |                     |                     | 921                 | [ 利用客数 6 ]      |
| 2006年（平成18年）  |                     |                     | 903                 | [ 利用客数 7 ]      |
| 2007年（平成19年）  |                     |                     | 893                 | [ 利用客数 8 ]      |
| 2008年（平成20年）  |                     |                     | 870                 | [ 利用客数 9 ]      |
| 2009年（平成21年）  |                     |                     | 879                 | [ 利用客数 10 ]     |
| 2010年（平成22年）  |                     |                     | 876                 | [ 利用客数 11 ]     |
| 2011年（平成23年）  |                     |                     | 885                 | [ 利用客数 12 ]     |
| 2012年（平成24年）  | 163                 | 751                 | 914                 | [ 利用客数 13 ]     |
| 2013年（平成25年）  | 167                 | 776                 | 943                 | [ 利用客数 14 ]     |
| 2014年（平成26年）  | 160                 | 736                 | 897                 | [ 利用客数 15 ]     |
| 2015年（平成27年）  | 153                 | 712                 | 865                 | [ 利用客数 16 ]     |
| 2016年（平成28年）  | 154                 | 782                 | 937                 | [ 利用客数 17 ]     |
| 2017年（平成29年）  | 152                 | 835                 | 987                 | [ 利用客数 18 ]     |
| 2018年（平成30年）  | 159                 | 826                 | 986                 | [ 利用客数 19 ]     |
| 2019年（令和元年）  | 171                 | 828                 | 1,000               | [ 利用客数 20 ]     |
| 2020年（令和02年）  | 127                 | 745                 | 873                 | [ 利用客数 21 ]     |
| 2021年（令和03年）  | 138                 | 764                 | 902                 | [ 利用客数 22 ]     |
| 2022年（令和04年）  | 144                 | 768                 | 913                 | [ 利用客数 23 ]     |

## 駅周辺
- 岩手県立黒沢尻工業高等学校
- 北上工業団地
- 県道151号村崎野停車場線
- 国道4号
- 花北病院
- 岩手県交通北上営業所
- ファミリーマート北上村崎野店

## 隣の駅
東日本旅客鉄道（JR東日本）
■ 東北本線
北上駅 - 村崎野駅 - 花巻駅

### 記事本文